# Stenodynerus mendicus
Stenodynerus mendicus är en stekelart som beskrevs av Juan Brèthes 1910. Stenodynerus mendicus ingår i släktet smalgetingar, och familjen Eumenidae. Inga underarter finns listade i Catalogue of Life.